# Отарсултанов Джамал Султанович
Джамал Султанович Отарсултанов  (рос. Джамал Султанович Отарсултанов, 14 квітня 1987) — російський борець, олімпійський чемпіон.

## Виступи на Олімпіадах
| Олімпіада   | Дисципліна                | Місце |
| ----------- | ------------------------- | ----- |
| Лондон 2012 | вільна боротьба, до 55 кг | 1     |

Джамал Отарсултанов виборов право виступити на Олімпіаді, вигравши поєдинок у фіналі чемпіонату Росії, де вирішувалася доля олімпійської путівки у дворазового чемпіона світу Віктора Лебедєва з Якутії. За даними газети «The Moscow Post» олімпійська путівка була продана Отарсултанову, у якого Лебедєв до того двічі вигравав була продана якутським спортсменом з домовленістю його тестя екс-депутата Російської державної Думи, члена партії «Єдина Росія», віце-президента Федерації спортивної боротьби Росії Михайла Еверстова з представником чеченської діаспори за 5 мільйонів доларів.

## Виступи на Чемпіонатах Європи
| Змагання                         | Збірна | Вагова категорія | Місце  |
| -------------------------------- | ------ | ---------------- | ------ |
| Чемпіонат Європи з боротьби 2006 | Росія  | 55 кг            | Бронза |
| Чемпіонат Європи з боротьби 2008 | Росія  | 55 кг            | Золото |
| Чемпіонат Європи з боротьби 2011 | Росія  | 55 кг            | Золото |
| Чемпіонат Європи з боротьби 2012 | Росія  | 55 кг            | Золото |

## Виступи на Кубках світу
| Змагання                    | Збірна | Вагова категорія | Місце  |
| --------------------------- | ------ | ---------------- | ------ |
| Кубок світу з боротьби 2007 | Росія  | 55 кг            | Золото |
| Кубок світу з боротьби 2009 | Росія  | 55 кг            | Бронза |

## Виступи на інших змаганнях
| Змагання                         | Збірна | Вагова категорія | Місце  |
| -------------------------------- | ------ | ---------------- | ------ |
| Гран-прі «Іван Яригін» 2009      | Росія  | 55 кг            | Бронза |
| Золотий Гран-прі з боротьби 2011 | Росія  | 55 кг            | Золото |
| Золотий Гран-прі з боротьби 2012 | Росія  | 55 кг            | Золото |
| Вогні Москви 2013                | Росія  | 60 кг            | Золото |
| Гран-прі «Іван Яригін» 2014      | Росія  | 61 кг            | Золото |
| Гран-прі «Іван Яригін» 2015      | Росія  | 61 кг            | Бронза |
| Турнір Яшара Догу 2015           | Росія  | 61 кг            | Золото |